# Mbalamaziwa
Mbalamaziwa ist ein Verwaltungsbezirk (englisch Ward) des Distrikts Mufindi in der tansanischen Region Iringa.

## Geografie
Mbalamaziwa liegt im südlichen Hochland von Tansania etwa 70 Kilometer Luftlinie südwestlich der Distrikthauptstadt Mafinga. Der Bezirk grenzt im Norden an Nyololo, im Osten an Igowole, im Süden an Mtambula und Itandula und im Westen an Idunda und Malangali. Bei der Volkszählung 2022 lebten 9065 Menschen in 2428 Haushalten auf einer Fläche von 210 Quadratkilometern.

## Gliederung
Der Bezirk besteht aus sechs Gemeinden (swahili Mtaa) mit 22 Orten (Kitongoji):
| Mbalamaziwa - Mbalamaziwa A - Mbalamaziwa B | Nyanyembe - Iditima - Masana - Irangi | Ukemele - Ilangali - Shuleni - Iyayi - Makorongoni - Mgeluka | Kitelewasi - Ibimilamiho - Kitelewasi - Blantaya - Madisi - Kinyangesi - Ugimbano | Idetero - Idetero - Makongomi - Mgeluka - Ugungule | Maguvani - Kilimadweta - Mjimwema |

## Wirtschaft und Infrastruktur
- Landwirtschaft: Im Bezirk werden rund 6500 Hühner, 4000 Rinder, 1000 Ziegen und 700 Schweine gehalten.[8]
- Bildung: Es gibt zwei weiterführende Schulen.[9] Die Mbalamaziwa Secondary School ist eine staatliche Tagesschule bis zur 4. Stufe,[10] die Mufindi Girls Secondary School wird von der evangelisch-lutherischen Kirche geführt und bildet Internatsschüler bis zur 4. Stufe aus.[11]
- Straße: Durch Mbalamaziwa verläuft die asphaltierte Nationalstraße T1, die Mafinga mit Makambako verbindet.[12]